# Nokia Lumia 820
Nokia Lumia 820 fue un teléfono inteligente de gama media-alta desarrollado y comercializado por Nokia Corporation. Es el sucesor del Nokia Lumia 800, y es uno de los primeros teléfonos Nokia para implementar Windows Phone 8 junto al Nokia Lumia 920. A pesar de compartir una apariencia similar con el Lumia 800, el Lumia 820 es una revisión a fondo respecto a su predecesor, luciendo unas 4,3 pulgadas (110 mm) en diagonal pantalla AMOLED, procesador de 1,5 GHz de doble núcleo, y una cámara de 8 megapíxeles. El teléfono vendrá con conectividad LTE y una opción inalámbrica de carga. El 820 es el primer Nokia con Windows Phone con una ranura para tarjetas microSD.
El 9 de octubre de 2012, se presentó un teléfono similar, el Nokia Lumia 810. Las principales diferencias son, mayor tiempo de conversación (10.2hr) gracias a la batería de mayor capacidad (1800mAh), una mejor cámara frontal de 1,3 megapíxeles, más ligero, más ancho y más largo. Este modelo variante solo será accesible para los clientes del operador T-Mobile en los Estados Unidos.
El 29 de octubre de 2012, otro variante del Lumia 820, el Lumia 822 fue anunciado, teniendo una mejor cámara frontal, mayor duración de la batería y el doble de almacenamiento interno. Está disponible solo para el operador estadounidense Verizon.

## Variantes
| Modelo                                | RM-824                                               | RM-825                                                     | RM-826                                                       |
| ------------------------------------- | ---------------------------------------------------- | ---------------------------------------------------------- | ------------------------------------------------------------ |
| Países                                | México, Estados Unidos                               | Internacional                                              | China                                                        |
| Operadoras                            | Telcel, Movistar, AT&T                               | Internacional                                              |                                                              |
| 2G                                    | Quad band GSM/EDGE (850/900/1800/1900 MHz)           | Quad band GSM/EDGE (850/900/1800/1900 MHz)                 | Quad band GSM/EDGE (850/900/1800/1900 MHz)                   |
| 3G                                    | Quad-Band HSPA+ 1, 2, 5/6, 8 (850/900/1900/2100 MHz) | Quad-Band HSPA+ 1, 2, 5/6, 8 (850/900/1900/2100 MHz)       | Penta-band HSPA+ 1, 2, 4, 5/6, 8 (850/900/AWS/1900/2100 MHz) |
| 4G                                    | Dual-Band LTE 4 y 17 (1700/700 MHz)                  | Penta-band LTE 1, 3, 7, 8, 20 (2100/1800/2600/900/800 MHz) | No                                                           |
| Velocidad máxima de navegación en red | LTE: 100 Mbit/s                                      | LTE: 100 Mbit/s                                            | HSPA+: 21 Mbit/s                                             |